# Francesville (Indiana)
Francesville es un pueblo ubicado en el condado de Pulaski en el estado estadounidense de Indiana. En el Censo de 2010 tenía una población de 879 habitantes y una densidad poblacional de 1.116,39 personas por km².

## Geografía
Francesville se encuentra ubicado en las coordenadas 40°59′7″N 86°53′1″O / 40.98528, -86.88361. Según la Oficina del Censo de los Estados Unidos, Francesville tiene una superficie total de 0.79 km², de la cual 0.79 km² corresponden a tierra firme y (0%) 0 km² es agua.

## Demografía
Según el censo de 2010, había 879 personas residiendo en Francesville. La densidad de población era de 1.116,39 hab./km². De los 879 habitantes, Francesville estaba compuesto por el 97.04% blancos, el 0.23% eran afroamericanos, el 0.68% eran amerindios, el 0.11% eran asiáticos, el 0% eran isleños del Pacífico, el 0.34% eran de otras razas y el 1.59% pertenecían a dos o más razas. Del total de la población el 3.64% eran hispanos o latinos de cualquier raza.